# Pontocythere tuberculata
Pontocythere tuberculata is een mosselkreeftjessoort uit de familie van de Cushmanideidae. De wetenschappelijke naam van de soort is voor het eerst geldig gepubliceerd in 1958 door Puri.